# Márkos András (grafikus)
Márkos András (Csíksomlyó, 1950. június 16. – Brassó, 2020 nyara) erdélyi magyar grafikus.

## Pályafutása
Csíksomlyón született, Kolozsvárott, a Képzőművészeti Főiskolán 1973-ban szerzett diplomát. Csíkszeredában formatervezőként dolgozott, majd a múzeum középkori egyházművészeti referense volt (1976-1978). Sepsiszentgyörgyön a Magyar Állami Színház díszlettervezője 1978-1980 között. 1981-től Németországban élt. Egyéni és csoportos tárlatokon egyaránt bemutatta munkáit Erdélyben és több európai városban. Egyéni tárlata volt a többi közt Bécsben, kollektív tárlaton vett részt Párizsban, Tokióban, Bécsben, valamint az USA-ban is. Közgyűjteményben a Magyar Nemzeti Galériában, a csíkszeredai Hargita Megyei Múzeumban és a bécsi Albertinában találhatók művei.
Korai képein a felületek részekre osztása szerves része ikonográfiájának. Későbbi képein az erőteljes fekete, fehér és színes vonalak, foltok dominálnak. A legkülönbözőbb anyagokat applikálja képei felületébe, amelyek az absztrakt expresszionizmus sajátos, agresszív címekkel ellátott kései darabjai. Utolsó éveit Gyergyószárhegyen töltötte.
„Összetekeregtem a fél világot, nagyon sok helyen dolgoztam: Toscanában, Provence-ban, Kanadában, Houston Bay alatt, egy prémvadász régi házában, Japánban.
Végül, mint tékozló fiú, hazatértem…”

## Kiállításai

### Egyéni kiállításai
- 1978 Akárki öt napja, Korunk Galéria, Kolozsvár (kat.)
- 1981 Galerie Basilisk, Bécs • Lamberg-kastély, Mór
- 1982 Galerie LeonArt, Leonberg (NSZK)
- 1983 Galerie Spectrum, Bécs
- 1985 Színesztétikus Installáció, Schweinfurt (NSZK)
- 1987 Ostdeutsches M., Regensburg
- 1988 Park West Gallery, Southfield, Detroit (USA)
- 1989 G. Xenia, Overraselt (NL) • Kunsthaus, Lübeck (NSZK)
- 1990 MB ART, Stuttgart
- 1991 A balgaság bazárja (tusrajzok), Városi Múzeum, Waldkraiburg (D)
- 1994 G. Punto, Valencia (kat.), (OL)
- 1995 National Art Museum, Málta (kat.)
- 1999 Éri Galéria, Budapest

### Válogatott csoportos kiállítások
- 1974 Metszet Szalon, Művészeti Galéria, Kolozsvár
- 1977 Kovászna
- 1981 Grafikai Biennálé, Ljubljana • Grado (OL) • XI. Országos Grafikai Biennálé, Miskolc
- 1982 Hotel de Ville, Strasbourg
- 1983 Grafikai Biennálé, Ljubljana • Grafikai Triennálé, Frechen (NSZK) • Német kortárs művészet [Bunsennel, Schönderborggal, Haegelével, Schuberttel, Fleischmannal], Corvallis • Ashland • Medford (USA)
- 1984 J. Miró Nemzetközi Rajzverseny, Barcelona • Clausur, Galerie d’Esplanada de la Defense, Párizs • Kafka-Schloss installáció [a Die Gruppéval], Schloss Helmshein (NSZK)
- 1985 Európai Grafikai Triennálé, Baden-Baden • Hanga Annual, Metropolitan Museum of Fine Art, Tokió • ART Basel, Galerie Spectrum, Bécs • Art Cologne, G. de Sluis (NL)
- 1990 Grafikai Triennálé, Frechen (D) • G. Xenia, Overraselt (NL)
- 1992 ART Basel, Galerie Bischiff, Stuttgart • Ville Merkel, Estlingen (D) • Art Multiples [a Die Gruppéval] (kat.), Düsseldorf • Szombathelyi Képtár, Szombathely (kat.) • Die Gruppe, Waldkraiburg (D) (kat.).